# Davor Dominiković
Davor Dominiković (ur. 7 kwietnia 1978 w Metkoviciu) – chorwacki piłkarz ręczny, reprezentant kraju, występuje na pozycji rozgrywającego. Obecnie występuje w hiszpańskiej Lidze ASOBAL, w drużynie Portland San Antonio. W 2004 roku wraz z reprezentacją zdobył złoty medal olimpijski w Atenach.

## Kariera
- do 1999  RK Zagrzeb
- 1999-2002  RK Metković
- 2002-2003  THW Kiel
- 2003-2004  SG Kronau-Östringen[1]
- 2004  BM Algeciras
- 2004-2006  FC Barcelona
- od 2006  Portland San Antonio

## Osiągnięcia

### klubowe
- 2006: mistrzostwo Hiszpanii
- 2005: zwycięstwo w Lidze Mistrzów
- 2000: puchar EHF
- 1998, 1999: mistrzostwo Chorwacji

### reprezentacyjne
- 2003: mistrzostwo Świata
- 2004: mistrzostwo Olimpijskie
- 2005: wicemistrzostwo Świata
- 2008: wicemistrzostwo Europy